# МПБ (мост из прокатных балок)
МПБ — мост из прокатных балок.
Конструкции мостовые из прокатных балок предназначены для возведения мостовых переходов через узкие (до 12 м) препятствия на путях движения войск и использования в качестве пролётного строения в многопролётных низководных автодорожных мостах.

## Техническое описание
В состав моста МПБ входят:
- главные балки длиной 12 (6) м — 4 (8) шт.;
- щиты проезжей части — 24 шт.;
- поперечные связи РС-1 — 6 шт.;
- поперечные связи РС-2 — 2 шт.;
- ограждения — 8 шт.;
- болты монтажные — 110 шт.;
- монтажный инструмент — 1 комплект.

### Технические характеристики
- Грузоподъёмность — 50 т
- Максимальная длина моста из комплекта — 12 м
- Ширина проезжей части — 3,8 м
- Расчётный пролёт — 11,6 м
- Масса комплекта — 10,6 т
- Расчёт личного состава для устройства моста — 12 чел
- Время устройства пролётного моста — 130 мин
- Год принятия на вооружение — 1987